# Toonbrood

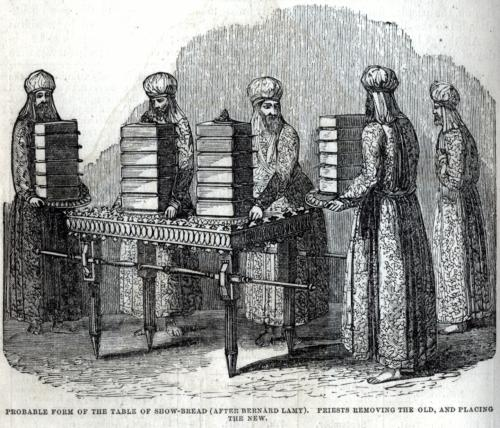
Levieten vervangen het toonbrood in de tabernakel.

Toonbrood (Hebreeuws: לחם הפנים, lechem haPānīm, "brood van (de) tegenwoordigheid") of stapelbrood (2 Kronieken 2:3-4 in onder andere de Leidse Vertaling) waren volgens de Hebreeuwse Bijbel de platte broden of koeken die altijd op een speciale tafel in de tabernakel en later de Joodse tempel lagen als een offer voor God.

## Vermelding in de Hebreeuwse Bijbel
Volgens Exodus stond de tafel voor de toonbroden in het Heilige, het voorste gedeelte van de tabernakel, voor het gordijn dat het Allerheiligste afschermde (Exodus 25:23-30). De tafel voor de toonbroden was gemaakt van met goud beslagen acaciahout, net als de draagbomen (Exodus 37:10-15).
De Kehatieten waren verantwoordelijk voor het toonbrood en het vervoeren van de tafel (Numeri 4:1-7). Deze priesters vervingen op elke sjabbat het toonbrood op de tafel door twaalf verse ringvormige broden, die zij bakten van meelbloem (Leviticus 24:5-8). De vervangen toonbroden waren volgens de voorschriften heilig en mochten derhalve alleen door de hogepriester Aäron en zijn nakomelingen worden gegeten (Leviticus 24:9).

### David eet van het toonbrood

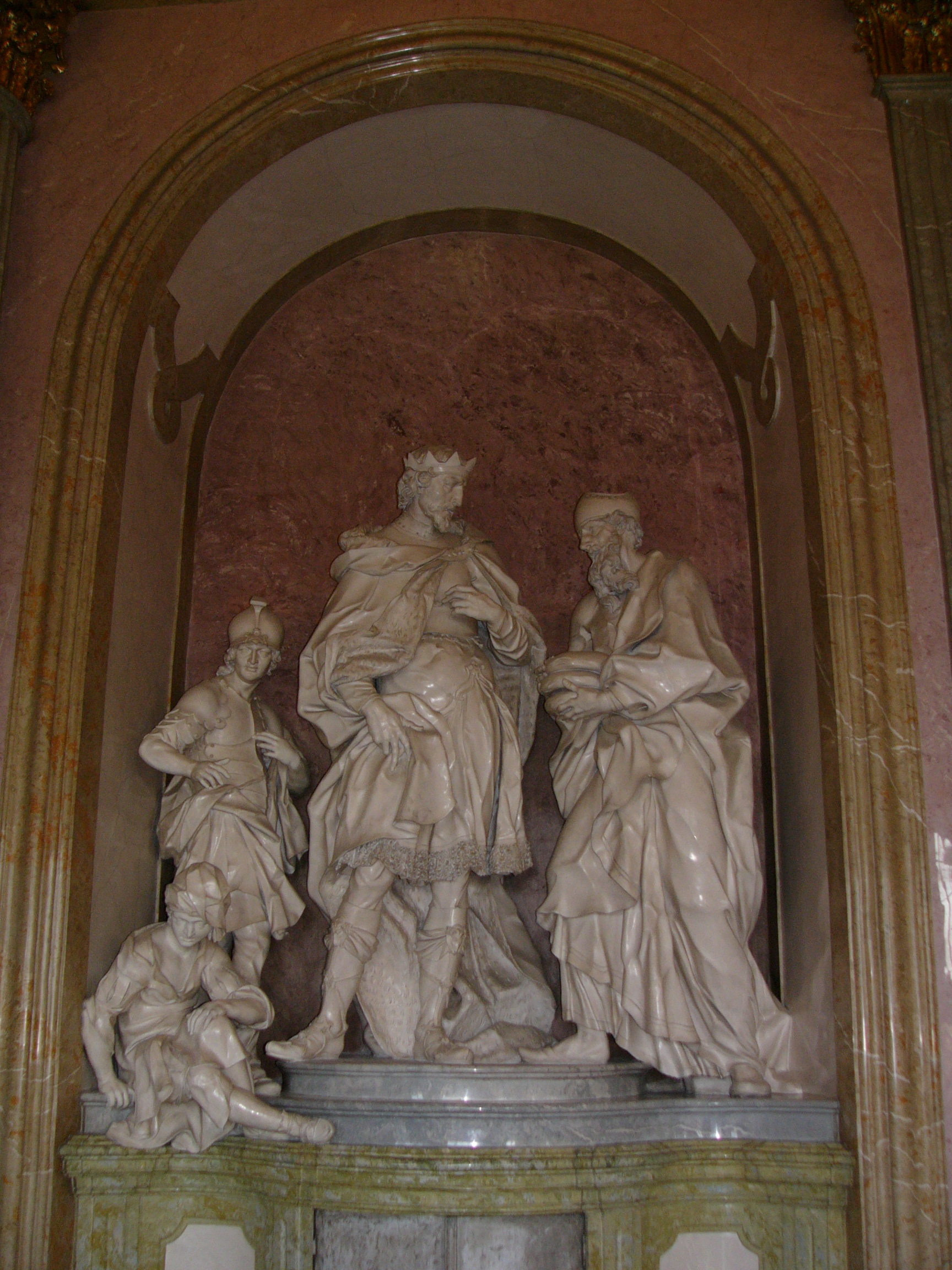
David ontvangt het toonbrood van Achimelech.(Josef A. Winterhalder (1734), Hradiskoklooster (Olomouc, Tsjechië))

In 1 Samuel 21:1-6 staat het verhaal over David die op de vlucht was voor koning Saul. Toen hij met zijn mannen in de tabernakel te Nob kwam, vroeg hij de hogepriester Achimelech om voedsel. Omdat er niets anders voorhanden was, kregen ze het vervangen toonbrood te eten, nadat ze Achimelech verzekerd hadden rein te zijn volgens de Joodse wetten.

## Vermeldingen in het Nieuwe Testament
Volgens Matteüs 12:3-6 verwees Jezus naar het verhaal over David en de toonbroden in een discussie met de farizeeën.

## Historische achtergrond
Hoewel sommige commentatoren stellen dat de toonbroden alleen in de priestercodex voorkomen (en bronnen voor die codex), is de vermelding ervan in 1 Samuel 21:1-6 een aanwijzing dat het gebruik al heel oud was en mogelijk al bestond voor het ontstaan van de priestercodex. In dit verhaal vraagt Achimelech naar de bevestiging dat David en zijn mannen ritueel rein waren, namelijk dat ze geen seksuele betrekkingen hadden gehad met vrouwen. Om die reden vermoeden Bijbelwetenschappers dat het toonbrood oorspronkelijk een rituele maaltijd aanduidde die werd beschouwd als eten met de goden, waarbij de deelnemer ritueel rein moest zijn (vergelijk Exodus 19:10-11,15) en het brood niet werd verbrand maar gegeten.
Dit gebruik schijnt wijdverbreid te zijn geweest in de regio (Jesaja 65:11; Jeremia 7:18; 44:17ff; Baruch 6:26), zoals het Babylonische gebruik waarbij verschillende akalu (koeken of broden) werden geofferd aan hun goden. De Hebreeuwse term voor toonbrood is verwant aan de Assyrische term akal pânu die op zijn beurt is ontleend aan de Babylonische term. Net als bij de Bijbelse toonbroden, legden de Babyloniërs en Assyriërs meestal twaalf koeken of broden (of een exact meervoud daarvan) op tafels voor de afbeeldingen van hun godheden.
In het geval van de Israëlieten verbindt een aantal Bijbelwetenschappers het gebruik van de toonbroden aan de cultus rondom de ark van het verbond; de ark werd beschouwd als de troon van de godheid en het brood van een voedseloffer dat klaar voor consumptie was waar de godheid dan ook verkoos te verschijnen.

## Buitenbijbelse vermeldingen

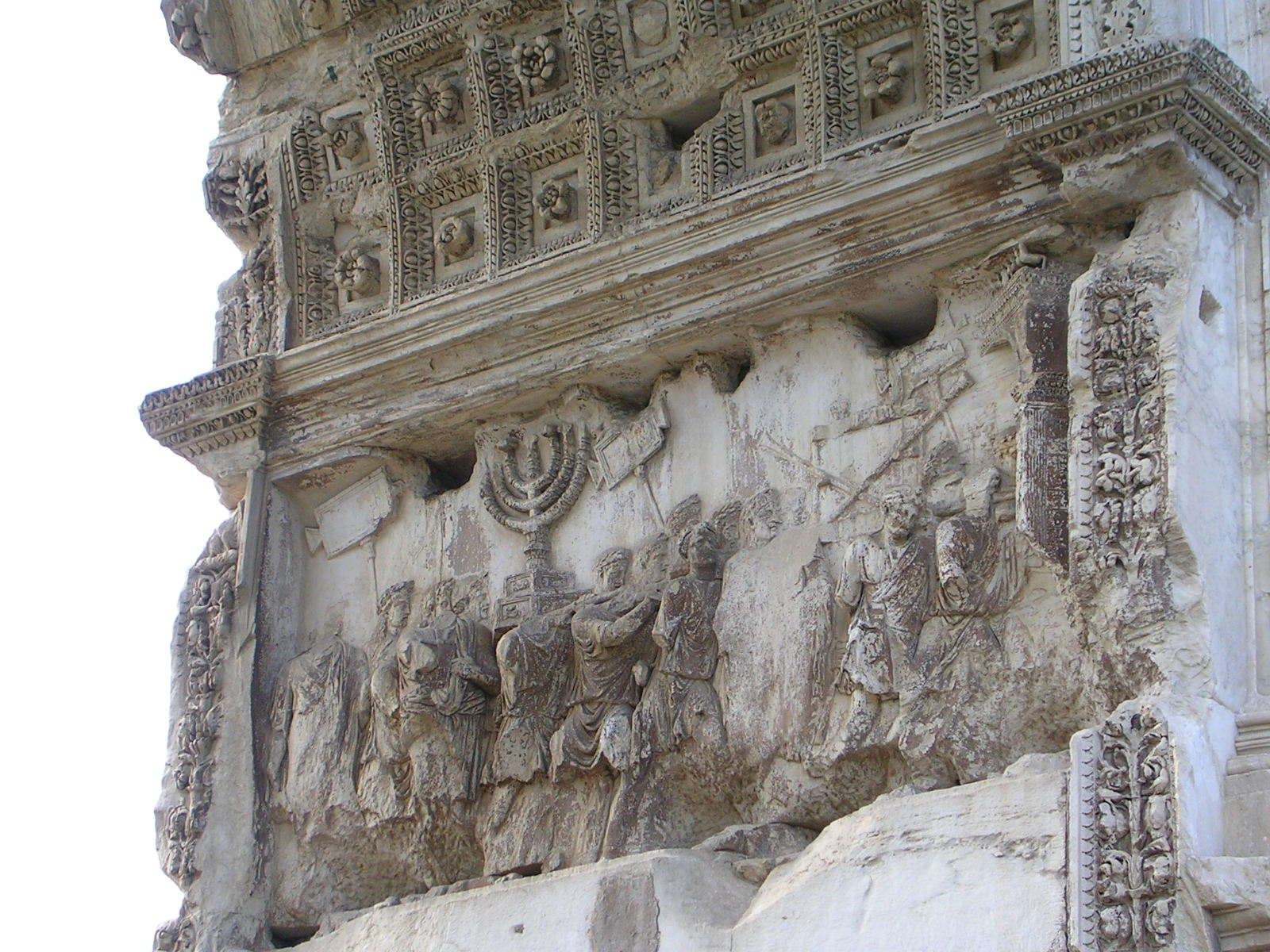
De tafel met de toonbroden afgebeeld (rechts) op de Titusboog

Volgens Flavius Josephus werd er bij de bereiding van het toonbrood geen zuurdesem aan het meel gevoegd.

### De tafel voor de toonbroden
Na de verovering van Jeruzalem in 70 brachten de Romeinen de tafel waarop de toonbroden lagen als trofee naar Rome. Dit is afgebeeld op de Titusboog, waar acht man de tafel dragen. Volgens Flavius Josephus liet keizer Vespasianus de tafel bewaren in de nieuwe Vredestempel.
De Visigoten plunderden Rome in 410 en namen de tafel mee. Ze belandde eerst in Carcassonne en dan in Toledo. Toen de Visigotische koning Roderik in 711 moest vluchten voor Tariq ibn Zijad, zou hij de tafel achtergelaten hebben in Medinaceli.
Volgens moslimkronieken stuurde Tariq de trofee naar de Omajjadenkalief in Damascus, Al-Walid I. Een Mekkaanse kroniek vertelt dat Walid de "tafel van Salomo" liet omsmelten en het goud ter waarde van 36.000 dinar naar Mekka zond om de deuren van de kaäba te bekleden. Rond de tafel bestonden tal van Spaanse en Arabische legenden.